# Grofje in vojvode Gelderski
Vladarji zgodovinske grofije in vojvodine Gelders so bili:

## Grofje

### Rodbina Wassenberških
- pred 1096–okoli 1129: Gerhard I.
- okoli 1129–okoli 1131: Gerhard II., sin Gerharda I.
- okoli 1131–1182: Henrik I., sin Gerharda II.
- 1182–1207: Oton I., sin Henrika I.
- 1207–1229: Gerhard III., sin Otona I.
- 1229–1271: Oton II., sin Gerharda III.
- 1271–1318: Reinald I., sin Otona II.
- 1318–1343: Reinald II., sin Reinalda I.

## Vojvode

### Rodbina Wassenberških
Med vladavino Rainalda II. je bila grofija Gelders povzdignjena v vojvodino z Wessenberg-Maccan.
- 1318–1343: Reinald II.
  - 1343–1344: Eleonora, žena Reinalda II., regentka Reinalda III.
- 1343–1361: Reinald III. Gelderski, sin Reinalda II. in Eleanore
- 1361–1371: Edvard Gelderski, sin Reinalda II.
- 1371: Reinald III. Gelderski, drugič

Po smrti Reinalda III. brez potomstva sta dve njegovi polsestri oporekali nasledstvu vojvodstva Guelders:
- 1371–1379 Matilda († 1384) in njen mož Janez II., grof Blois († 1381)
- 1371–1379 Marija (um. 1397) in njen mož Viljem II., vojvoda Jülišski (um. 1393)

### Rodbina Jülich-Hengebach
- 1379–1402: Viljem I., sin Marije in Viljema II.
  - 1371–1377: Viljem II., sin Viljema I.
- 1402–1423: Rainald IV., sin Viljema II.

### Rodbine Egmondskih
- 1423–1436: Janez II., nečak Rainalda IV., regent Arnolda
- 1423–1465: Arnold, sin Janeza II.
- 1465–1471: Adolf, sin Arnolda
- 1471–1473: Arnold, drugič

Arnold je vojvodino Gelders prodal Karlu I., vojvodi Burgundije, ki ga je cesar Svetega rimskega cesarstva priznal za vojvodo Geldersa.

### Rodbina Burgundskih
- 1473–1477: Karel I
- 1477–1482: Marija, hči Karla I., Maksimilijanova žena

### Habsburžani
- 1477–1482: Maksimilijan I., vladar jure uxoris
- 1482–1492: Filip I., sin Marije in Maksimilijana I.

### Rodbina Egmondskih
Družina Egmond ni opustila svojih zahtev po Geldersu in Karel Egmondski je leta 1492 osvojil vojvodino. Ostal je na oblasti s podporo francoskega kralja.
- 1492–1538: Karel II. Gelderski, sin Adolfa

### Rodbina La Marck
- 1538–1543: Viljem II ., daljni sorodnik in naslednik družine Egmond

### Habsburžani
- 1543–1555: Karel V., sin Filipa I
- 1555–1598: Filip II., sin Karla V.